# Novo Selo (Macedonia del Nord)
Novo Selo (in macedone Ново Село?) è un comune rurale della Macedonia del Nord di 6 972 abitanti (dato 2021). La sede comunale è nella località omonima.

## Società

### Evoluzione demografica
In base al censimento del 2021 la popolazione è così suddivisa dal punto di vista etnico:
- Macedoni = 6 380
- Serbi = 6
- Albanesi = 5
- Altri = 14
- Persone non rilevate dal censimento = 567

## Località
Il comune è formato dall'insieme delle seguenti località:
- Novo Selo (sede comunale)
- Badilen
- Bajkovo
- Barbarevo
- Borisovo
- Draževo
- Kolešino
- Mokrievo
- Mokrino
- Novo Konjarevo
- Samoilovo
- Smolari
- Staro Konjarevo
- Stinik
- Sušica
- Zubovo